# Serina 3-deidrogenasi
La serina 3-deidrogenasi è un enzima appartenente alla classe delle ossidoreduttasi, che catalizza la seguente reazione:
L-serina + NADP+ ⇄ 2-ammoniomalonato semialdeide + NADPH + H+
Il prodotto 2-ammoniomalonato semialdeide è convertito spontaneamente in 2-amminoacetaldeide ed CO2. Il NAD+ non è in grado di rimpiazzare il NADP+.